# Psectrosciara ampullacea
Psectrosciara ampullacea is een muggensoort uit de familie van de Scatopsidae. De wetenschappelijke naam van de soort is voor het eerst geldig gepubliceerd in 2008 door Carles-Tolra.